# Laurence Borremans

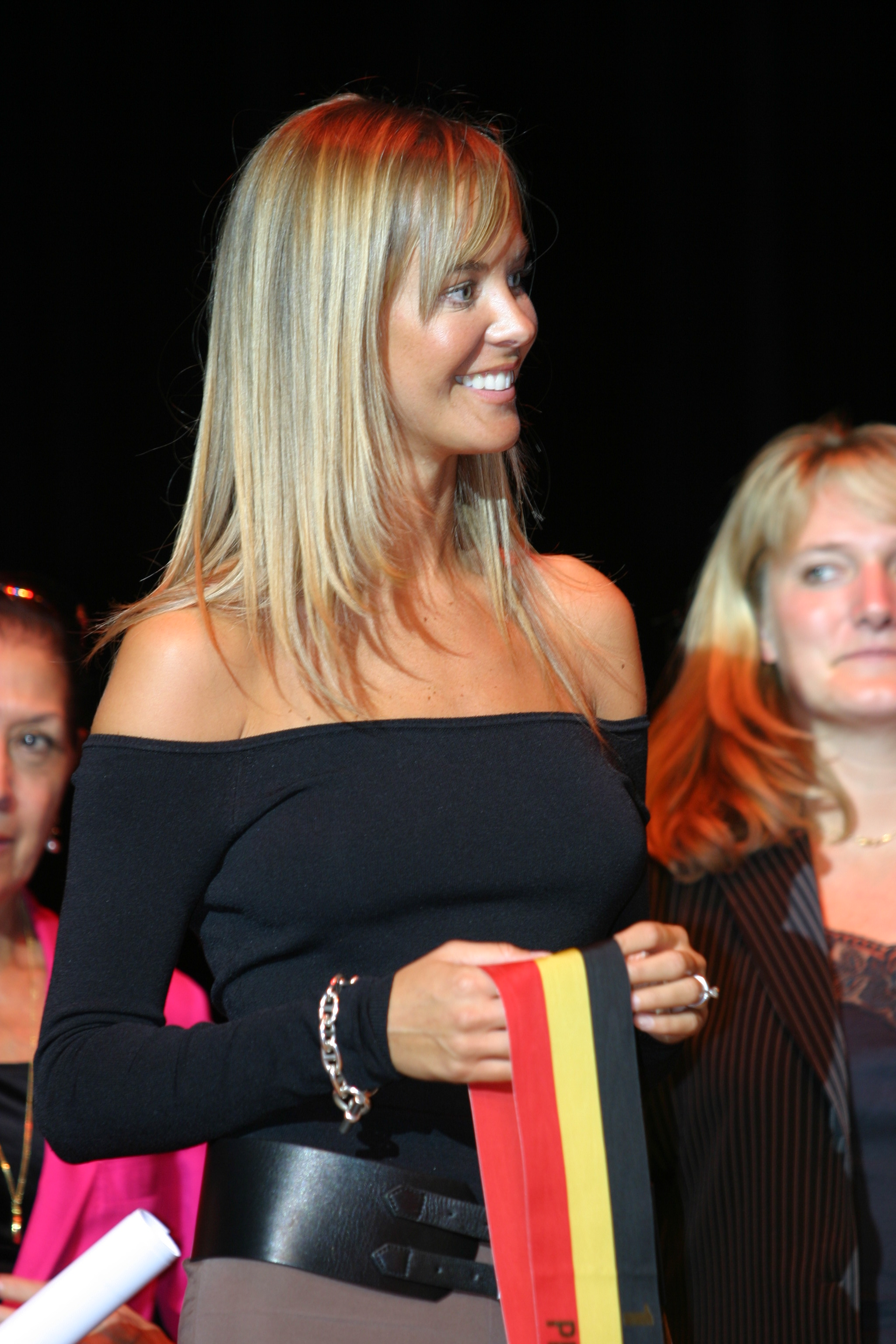
Laurence Borremans

Laurence Borremans (Limal, 4 februari 1978) was Miss België 1996. Tweede in die verkiezing werd de 17-jarige Yardéna Depuis uit Antwerpen.
Borremans was halvefinaliste bij de Miss World-verkiezing. Nadien werd het, zoals vaker bij voormalige Miss België-winnaressen, stil rond haar. In 2006 trouwde ze met autocoureur David Saelens en samen hebben ze een dochter. Borremans doet nog steeds modellenwerk in het binnenland.